# Jean III de Gaète
Jean III de Gaète (mort en 1008) fut, duc de Gaète de 984 a sa mort. Associé au trône en 979 par son père Marinus II de Gaète, qui s'était emparé du pouvoir après avoir évincé son frère Grégoire de Gaète en 978, il est nommé duc et consul entre les mois d'octobre 984 et de janvier 986. Il succède à son père et en 991 il nomme co régent son fils Jean IV de Gaète.

## Biographie
Associé au trône dès 979 par son père Marinus II, qui s'était emparé du pouvoir après la mort de son frère Grégoire en 978, il est nommé duc et consul entre octobre 984 et janvier 986. Il accède au trône après la mort de son père et s'associe comme co-régent en  991 son jeune fils Jean IV.
Le territoire du duché de Gaète avait été partagé avec le temps entre les nombreux héritiers de la lignée de Docibilis: Léon, frère de Jean était devenu duc héréditaire de  Fondi en 992; la même année, les frères de Jean, Grégoire et Daufer furent reconnus comme comtes de  Castro d'Argento et Traetto; en 997, un autre frère, Bernard, devient évêque de Gaète; Marinus un autre frère est lui associé comme dux de Fondi en 999. La même année 999, l'empereur Othon III du Saint-Empire confirme l’indépendance des différents apanages de Gaeta c'est-à-dire du  duché de Fondi, des comtes de Castro d'Argento et de Traetto. Malgré cette réduction
formelle du pouvoir du duc de Gaète, les frères de Jean lui restent fidèles et malgré la confirmation de leur pouvoir par l'Empereur ils le reconnaissent personnellement comme primus inter pares.
En janvier 998, Jean séjourne dans le monastère de Saint-Nil de Rossano. Le 15 octobre 999, Othon III lui concède le château de Pontecorvo, comme récompense de sa fidélité à l'Empire et de sa participation militaire à la campagne impériale contre le  Duché de Naples et la Principauté de Capoue: il semble qu'alors que le duché de Gaète devient un vassal du Saint-Empire. L'ultime mention de Jean III dans les annales est de l'année 1008, il meurt sans doute peu après peut-être dès 1009). Son fils Jean lui succède. Son épouse, Émilie, assumera la régence successivement pour son fils Jean IV de Gaète et pour son petit-fils Jean V de Gaète.

## Sources
- (it) Cet article est partiellement ou en totalité issu de l’article de Wikipédia en italien intitulé « Giovanni III di Gaeta » (voir la liste des auteurs).
- (en) F.M.G. LORDS of GAETA, DUKES of GAETA 867-1032 (FAMILY of DOCIBILIS).